# Макарьино (Усть-Кубинский район)
Макарьино — деревня в Усть-Кубинском районе Вологодской области.
Входит в состав Высоковского сельского поселения (с 1 января 2006 года по 9 апреля 2009 года входила в Митенское сельское поселение), с точки зрения административно-территориального деления — в Митенский сельсовет.
Расстояние до районного центра Устья по автодороге — 14 км, до центра муниципального образования Высокого по прямой — 6 км. Ближайшие населённые пункты — Шелково, Семеновское, Чернышово.
По переписи 2002 года население — 29 человек (15 мужчин, 14 женщин). Преобладающая национальность — русские (97 %).